# Il vecchio musicista
Il vecchio musicista è un dipinto ad olio su tela del 1862 del pittore francese Édouard Manet, realizzato durante il periodo in cui l'artista era influenzato dall'arte spagnola. Il dipinto rivela anche l'influenza di Gustave Courbet. Questo lavoro è uno dei più grandi dipinti di Manet ed è ora conservato alla National Gallery of Art di Washington.

## Descrizione
Il dipinto è composto da sette personaggi in un paesaggio. Il vecchio musicista al centro che si sta preparando a suonare il violino è Jean Lagrène, il leader di una banda zingara locale. A sinistra c'è una giovane ragazza in piedi con un bambino in braccio, così come due ragazzini. Sullo sfondo, l'uomo con il cappello a cilindro è un cenciaiolo. A destra, l'uomo orientale (in parte mostrato) con un turbante e una lunga veste, rappresenta Guéroult, un "ebreo errante". Gli atteggiamenti e i vestiti dei personaggi sembrano essere ispirati da Diego Velázquez o Louis Le Nain.
Il dipinto contiene una serie di allusioni: l'uomo con il cappello a cilindro è lo stesso personaggio del "Il bevitore di assenzio", dipinto da Manet alcuni anni prima e che riappare in questo dipinto senza alcuna ragione particolare. Il ragazzo con il cappello di paglia, nel frattempo, è esplicitamente ispirato al Gilles di Antoine Watteau.